# Збир углова у троуглу
Збир углова у троуглу, заједно са појмовима пети постулат, тј. схватањем паралелности, затим угао и однос обима и пречника круга је једна од најбезазленијих тема из геометрије, а са друге стране то је једно од најкрупнијих места целокупног развоја математике.

## Елементарна геометрија
ТеоремаЗбир унутрашњих углова у троуглу је 180°.
ДоказДат је троугао {\displaystyle ABC}. Продужимо страницу {\displaystyle AB}, тј. {\displaystyle c} преко тачке {\displaystyle B}, тако да је {\displaystyle c-B-c'}. Повучемо паралелу {\displaystyle b'} са страницом {\displaystyle AC}, тј. {\displaystyle b} у тачки {\displaystyle B}. Угао у темену А једнак је углу у темену B, тј. углови са паралелним крацима су једнаки, па важе једнакости
{\displaystyle \angle cAb=\angle c'Bb'=\alpha ,\angle bCa=\angle b'Ba=\gamma }.
Отуда је збир углова алфа, бета и гама једнак испруженом {\displaystyle \angle c'Bc}, тј. 180°.

#### Последице
Став 1Спољни угао троугла (у темену B на слици {\displaystyle \alpha +\gamma }) једнак је збиру два унутрашња њему не сусједна угла.
Став 2Збир спољних углова троугла једнак је 360°, јер је збир три спољна угла троугла:
{\displaystyle 2\alpha +2\beta +2\gamma =2\times 180^{o}}.
Став 3Збир унутрашњих углова у четвороуглу је 360°.
ДоказПоделимо четвороугао {\displaystyle ABCD} дијагоналом {\displaystyle AC} на два троугла {\displaystyle ABC} и {\displaystyle CDA}. Угао {\displaystyle \alpha } је подељен на два (неједнака) угла {\displaystyle \alpha _{1}} и {\displaystyle \alpha _{2}}, и слично тако угао {\displaystyle \gamma }. Отуда {\displaystyle \alpha +\beta +\gamma +\delta =(\alpha _{1}+\beta +\gamma _{1})+(\alpha _{2}+\delta +\gamma _{2})=180^{o}+180^{o}=360^{o}}
Став 4Збир спољних углова четвороугла је 360°.
ДоказПродужетак странице са сусједном чини један спољни угао, који је са суседним унутрашњим суплементан. Четири таква продужетка, четири испружена угла (720°), чине збир унутрашњих (360°) и збир спољних (дакле такође 360°) углова четвороугла.
Став 5Углови са окомитим крацима су једнаки или су суплементни.
ДоказЧетвороугао на слици горе има збир углова 360°. Према томе је {\displaystyle \alpha +\beta =180^{o}}.
Став 6Однос обима и пречника круга је π.

### Еуклид
У Еуклидовим Елементима, књига I наводи се следећа теорема
Теорема 32У троуглу, ако се једна страница продужи, тада је спољашњи угао једнак збиру два унутрашња а супротна угла, а такође збир сва три унутрашња угла троугла је једнак два права угла.
Доказ ове теореме је посредно зависан од V постулата, што за последицу има да у нееуклидским геометријама важи другачија законитост. Збир углова у троуглу, у зависности од врсте закривљења простора, може бити већи или мањи од два права угла.

### Хилберт
Тешкоће око Еуклидових постулата и/или аксиома, бар што се тиче елементарних геометрија, веома успешно је 1899. године разрешио немачки математичар Давид Хилберт (1862—1943), који је иначе дао важан допринос у неколико грана математике. Аксиоме Еуклидске геометрије поделио је у пет група:
1. осам аксиома везе,
2. четири аксиоме распореда,
3. пет аксиома подударности,
4. једна аксиома паралелних,
5. две аксиоме непрекидности.

То су оне нама познате аксиоме из средњошколске, елементарне геометрије. У четвртој Хилбертовој групи аксиома, заправо је једна једина, тзв.
Еуклидова аксиомаНека је a произвољна права и А тачка ван а: тада постоји у равни, одређеној правом а и тачком А, највише једна права која пролази кроз А и не пресеца А.
Када првим трима групама Хилбертових аксиома додамо ову аксиому паралелних следе Хилбертови ставови:
Став 30Ако су две паралелне праве пресечене трећом правом онда су сагласни углови и наизменични углови подударни, и обрнуто: из подударности сагласних или наизменичних углова следује да су праве паралелне.
Став 31Углови троугла чине заједно два права угла (180°).

## Хиперболичка геометрија
Пре Хилберта, Еуклидска геометрија је ушла у своју највећу кризу 1829. године, када је гласовити руски математичар Николај Лобачевски објавио, како је сам написао, свој први покушај о основама геометрије у „Казанском Веснику". Затим је Лобачевски објавио своје даље радове у појединим деловима у "Ученим записима казанског Универзитета" за год. 1836, 1837, 1838 под насловом: "Нови основи геометрије са потпуном теоријом паралелних".
Еуклидов аксиом о паралелности правих, тзв. Пети Еуклидов постулат, дуго је мучио математичаре. За разлику од свих осталих Еуклидових постулата, који су били једноставни, Пети је више личио на теорему. Два миленијума од настанка Еуклидове геометрије математичари су настојали извести доказ тог Петог Е. постулата из претходних, али увек безуспешно. Исто је покушао и Лобачевски. Генијалност Лобачевског огледа се у самој његовој методи. Он је претпоставио супротно, да другачију формулацију П. Е. постулата придружи претходним и да изведе противречност такве геометрије. Међутим, није му то успело. Затим је Лобачевски доказао да је његова нова геометрија једнако непротивречна као и Еуклидска!
Аксиом ЛобачевскогКроз тачку која не лежи на датој правој пролазе бар две праве које с датом правом леже у истој равни и не секу ову праву.
Геометрија Лобачевског је једнако тачна као и Еуклидова геометрија, иако последице (теореме) које проистичу из аксиома геометрије Лобачевског на први поглед имају парадоксални карактер и изгледају апсурдно нашим обичним представама. На пример,
Последица 1Збир углова у троуглу није сталан и увек је мањи од испруженог (од 180°).
Последица 2Не постоје слични а неконгруентни (неједнаки) троуглови.
Последица 3Однос обима и пречника круга већи је од π .
Последица 4Не може се око сваког троугла описати кружница.
Седласта површ је једна репрезентација геометрије Лобачевског у две димензије. То је тако усукана (Еуклидова) површ да личи на јахаће седло. Три тачке ове површи спојене дужима, чија дужина је минимално растојање између датих тачака, формираће троугао са збиром унутрашњих углова мањим од 180°.
Геометрија Лобачевског има и други назив: Хиперболичка нееуклидска геометрија, која са Елиптичком геометријом Римана чини нееуклидову, апсолутну геометрију.